# Junxian (köpinghuvudort i Kina, Hubei Sheng, lat 32,67, long 111,14)
Junxian (kinesiska: 均县, 均县镇) är en köpinghuvudort i Kina. Den ligger i provinsen Hubei, i den centrala delen av landet, omkring 380 kilometer nordväst om provinshuvudstaden Wuhan. Antalet invånare är 19 916. Befolkningen består av 9 445 kvinnor och 10 471 män. Barn under 15 år utgör 13,0 %, vuxna 15-64 år 78 %, och äldre över 65 år 8,0 %.
Runt Junxian är det ganska tätbefolkat, med 160 invånare per kvadratkilometer. Närmaste större samhälle är Xijiadian, 10,1 km norr om Junxian. 
Genomsnittlig årsnederbörd är 900 millimeter. Den regnigaste månaden är augusti, med i genomsnitt 167 mm nederbörd, och den torraste är januari, med 8 mm nederbörd.